# Virgen de la Encarnación
La Virgen de la Encarnación o Nuestra Señora de la Encarnación es una advocación mariana venerada en la Iglesia católica que representa a la Virgen María en el momento de la Encarnación. 
Esta solemnidad se celebra el día 25 de marzo, en la solemnidad de la Anunciación, ya que según la doctrina católica, en la Anunciación el ángel arcángel Gabriel le revela a la Virgen María que dará a luz a un hijo por obra del Espíritu Santo, y ella finalmente responde: “He aquí la esclava del Señor, hágase en mí según tu palabra”, en ese momento sucede la Encarnación (el Verbo de Dios se hace carne). La Iglesia celebra este acontecimiento 9 meses antes de la solemnidad de la Navidad.
El origen de la veneración a la advocación de la Encarnación es muy antiguo ya que es unos de los primeros dogmas de la Iglesia ya que va estrechamente ligado a la doble naturaleza humana y divina de Jesucristo, por cuanto esto es declarado por los Padres de la Iglesia en el Credo niceno-constantinopolitano promulgado en el año 381.

Credo Niceno-Constantinopolitano: por obra del Espíritu Santo se encarnó en María La virgen, y se hizo hombre;.

Numerosas ciudades han tomado a esta advocación como su patrona, y muchas iglesias y templos están consagrados a su nombre, principalmente en España y Latinoamérica.

## Devoción

### En España
- En la isla de Tenerife, la Virgen de la Encarnación es la patrona del municipio de Adeje y una de las principales devociones del sur de la isla. También en esta isla esta advocación es la patrona del municipio de La Victoria de Acentejo.
- La Catedral de Málaga en Andalucía, está dedicada a Nuestra Señora de la Encarnación.
- Es la patrona de Carrión de Calatrava, en donde tiene un Santuario.
- En la isla de La Gomera es la patrona del municipio de Hermigua.
- Es patrona de Cullera (Valencia) esta en el Santuario del Castillo de Cullera
- Es la patrona de Tobarra (Albacete) desde el siglo XVII, es donde tiene un Santuario (Santuario de la Encarnación) declarado Monumento Histórico Artístico de Carácter Nacional desde 1981.
- En Casas de Ves (Albacete) celebran su Semana Santa en honor a la Virgen de la Encarnación, existiendo una ermita dedicada a ella.

### En Colombia
- En el Centro Histórico de la ciudad de Popayán, es la patrona de una sus iglesias coloniales.

### En Perú

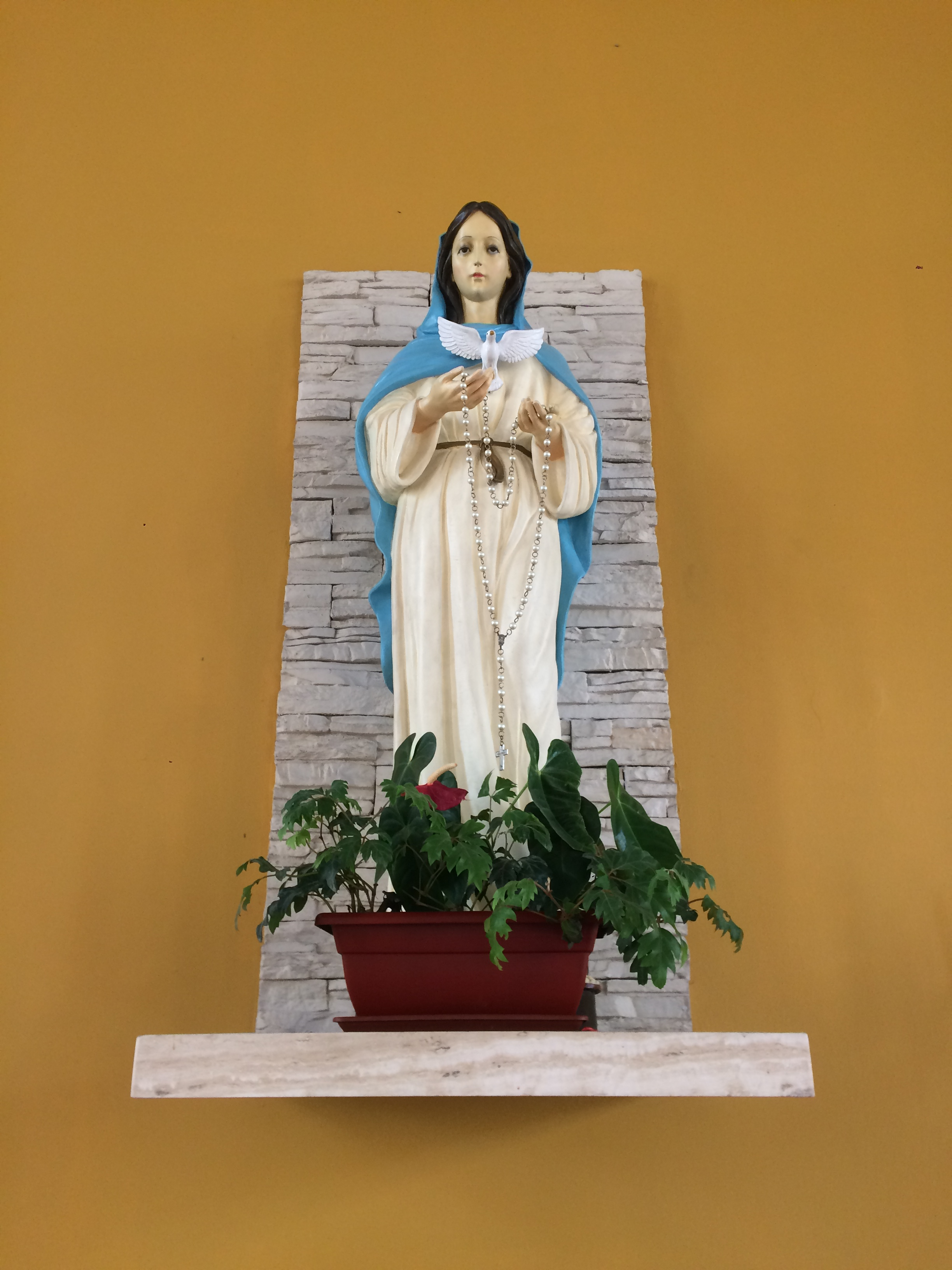
Escultura de la Virgen de la Encarnación de la parroquia homónima del Cercado de Lima

- En el Cercado de Lima, es la patrona de una parroquia.